# 格盧博科耶湖 (卡累利阿地峽)
60°33′19″N 29°18′44″E / 60.55528°N 29.31222°E
格盧博科耶湖是俄羅斯的湖泊，位於列寧格勒州的卡累利阿地峽，海拔高度17米，長12.5公里、寬5.7公里，面積37.9平方公里，流域面積213平方公里，最大深度12.4米。